# Control in the Field
Control in the Field (frei übersetzt: Steuerung im Feld), kurz CiF, ist die Bezeichnung einer Prozesssteuerungs- und Regelungsmethode in der Prozessautomation.
In derzeitigen Industrieanlagen wird ein Prozess von einer Leitwarte aus überwacht, gesteuert und geregelt.
Die von Messsensoren ermittelten Regelgrößen, wie Temperatur, Druck, Durchfluss, werden über einen Feldbus an eine zentrale Steuerungseinheit (z. B. SPS) übertragen, dort ausgewertet und anhand der Vorgaben eine Stellgröße (z. B. für ein Ventil) berechnet und an dieses übertragen.
Da die Steuerungseinheit üblicherweise mehrere Regelungsprozesse steuern muss, kann es bei der Ausführung des Regelprozesses zu Zeitverzögerungen kommen. Auch der erforderliche Datentransfer zur und von der Steuerungseinheit erfordern eine gewisse Zeit. Für sehr schnelle Regelungsprozesse kann dies von Nachteil sein. Hier setzt Control in the Field an.
Der Regelungsprozess wird aus einer zentralen Steuerungseinheit in die Feldgeräte verlagert. Dies hat zur Folge, dass ein Sensor anhand seiner Messgröße sofort die Stellgröße für einen Aktor berechnen und zu diesem übertragen kann.
Die Vorteile sind:
- Schnellere Reaktionszeiten
- Verringerung des Datenvolumens auf dem Feldbus
- Entlastung des Leitsystems
- Entlastung von Steuerungseinheiten